# Dieppe (Kanada)
Dieppe – miasto w Kanadzie, na południowym wschodzie prowincji Nowy Brunszwik, w hrabstwie Westmorland, nad rzeką Petitcoudiac.
Liczba mieszkańców Dieppe wynosi 18 565. Język francuski jest językiem ojczystym dla 74,2%, angielski dla 22,8% mieszkańców (2006).

## Współpraca
- Dieppe, Francja
- Carencro, Stany Zjednoczone